# رحیم چاخاکیف
رحیم چاخاکیف (روسی: Рахим Русланович Чахкиев؛ زادهٔ ۱۱ ژانویهٔ ۱۹۸۳) بوکسور اهل روسیه است.
وی همچنین برندهٔ جوایزی همچون نشان دوستی شده‌است.